# 羽柴与一郎
羽柴 与一郎（はしば よいちろう、? - 天正10年〈1582年〉以前、または天正10年）は、羽柴秀長（豊臣秀長）の嫡男。木下 与一郎ともいう。実名は不明。

## 生涯
羽柴秀長の実子で、嫡男とみられる。母は秀長の正妻の慈雲院殿に推定される。
与一郎は同時代史料では見られずに、江戸時代に成立した文献『森家先代実録』と『高山公実録』で確認できるのみだが、その内容については信用できるとされる。
『森家先代実録』によると、与一郎は秀長の「真子」で、那古野因幡守の娘の岩（智知勝院殿、知勝院殿）を妻とした。岩は与一郎の死後、秀長の養女となり、文禄3年（1594年）に森忠政に嫁いだ。
『高山公実録』に記載の「郡山城主記」には、秀長の「御実子」が早世したため、天正10年（1582年）に丹羽長秀の三男・千丸（後の藤堂高吉）が秀長の養子になったとあり、この早世した秀長の実子が与一郎と考えられる。黒田基樹はこの記述から、与一郎が死去した年を天正10年と述べる。
また、与一郎という仮名を称していたことから、死去した頃には元服済みだったと考えられる。
なお、『森家先代実録』には、与一郎が紀州十津（十津川）の湯に入り、その地で病死したとあるが、これは秀長の養嗣子・秀保の死去との混同によるものと考えられる。